# Kansallinen Liiga
Die Kansallinen Liiga (finnisch: Nationalliga) ist die höchste Spielklasse im finnischen Frauenfußball. Die Liga besteht seit 1971 und hieß bis 2006 SM-sarja, danach bis 2019 Naisten Liiga.

## Modus
Die Kansallinen Liiga besteht in der Saison 2023 aus zehn Mannschaften. Im Verlauf einer Spielzeit, die innerhalb eines Kalenderjahres stattfindet, trifft jede Mannschaft zweimal auf jede andere Mannschaft. Dann spielen die ersten sechs Teams die Meisterrunde und die letzten vier Mannschaften die Abstiegsrunde. Der Erste der Meisterrunde qualifiziert sich für die UEFA Women’s Champions League, während der Vorletzte der Abstiegsrunde Relegation spielt und der Letzte in die zweitklassige Naisten Ykkönen absteigt.

## Teilnehmer 2023

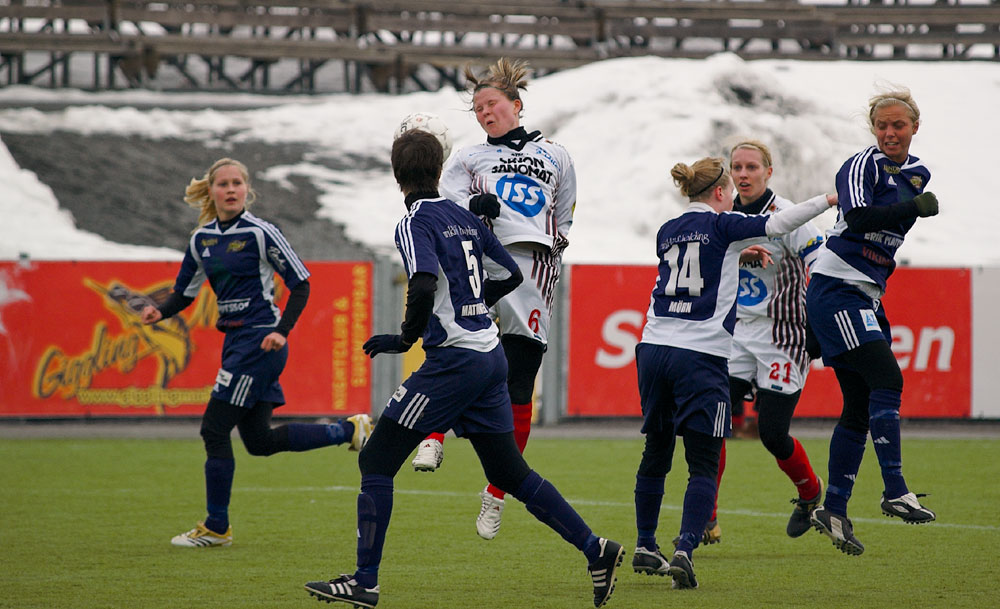
Kuopio MF gegen Åland United, 2006

- Åland United (Pokalsieger)
- FC Honka Espoo
- HJK Helsinki
- Helsingin Palloseura
- Kuopion PS (Meister)
- Ilves Tampere
- Oulu Nice Soccer
- PK-35 Helsinki
- PK-35 Vantaa
- Turku PS (Aufsteiger)

## Bisherige Meister
- 1971 HJK Helsinki
- 1972 HJK Helsinki
- 1973 HJK Helsinki
- 1974 HJK Helsinki
- 1975 HJK Helsinki
- 1976 Into Kemi
- 1977 Into Kemi
- 1978 Turku PS
- 1979 HJK Helsinki
- 1980 HJK Helsinki
- 1981 HJK Helsinki
- 1982 Valtti Helsinki
- 1983 Valtti Helsinki
- 1984 HJK Helsinki
- 1985 KNF Helsinki
- 1986 HJK Helsinki
- 1987 HJK Helsinki
- 1988 HJK Helsinki
- 1989 PPF Helsinki
- 1990 United Helsinki
- 1991 HJK Helsinki
- 1992 HJK Helsinki
- 1993 KontU Helsinki
- 1994 MPS Helsinki
- 1995 HJK Helsinki
- 1996 HJK Helsinki
- 1997 HJK Helsinki
- 1998 HJK Helsinki
- 1999 HJK Helsinki
- 2000 HJK Helsinki
- 2001 HJK Helsinki
- 2002 FC United
- 2003 MPS Helsinki
- 2004 FC United
- 2005 HJK Helsinki
- 2006 FC Honka Espoo
- 2007 FC Honka Espoo
- 2008 FC Honka Espoo
- 2009 Åland United
- 2010 PK-35 Vantaa
- 2011 PK-35 Vantaa
- 2012 PK-35 Vantaa
- 2013 Åland United
- 2014 PK-35 Vantaa
- 2015 PK-35 Vantaa
- 2016 PK-35 Vantaa
- 2017 FC Honka Espoo
- 2018 PK-35 Vantaa
- 2019 HJK Helsinki
- 2020 Åland United
- 2021 Kuopion PS
- 2022 Kuopion PS
- 2023 Kuopion PS
- 2024 HJK Helsinki

## Rekordmeister
| Titel | Verein          | Saisons |
| ----- | --------------- | --- |
| 24    | HJK Helsinki    | 1971, 1972, 1973, 1974, 1975, 1979, 1980, 1981, 1984, 1986 1987, 1988, 1991, 1992, 1995, 1996, 1997, 1998, 1999, 2000 2001, 2005, 2019, 2024 |
| 7     | PK-35 Vantaa    | 2010, 2011, 2012, 2014, 2015, 2016, 2018 |
| 4     | FC Honka Espoo  | 2006, 2007, 2008, 2017 |
| 3     | United Helsinki | 1985, 1989, 1990 |
| 3     | Åland United    | 2009, 2013, 2020 |
| 3     | Kuopion PS      | 2021, 2022, 2023 |
| 2     | MPS Helsinki    | 1994, 2003 |
| 2     | Valtti Helsinki | 1982, 1983 |
| 2     | Into Kemi       | 1976, 1977 |
| 2     | FC United       | 2002, 2004 |
| 1     | KontU Helsinki  | 1993 |
| 1     | Turku PS        | 1978 |

KNF Helsinki änderte seinen Namen erst in PPF und dann in United Helsinki.